# Kerry GAA
Le Kerry GAA est une sélection sportive irlandaise basée dans la province du Munster et pratiquant les sports gaéliques : Hurling, football gaélique et camogie. Fondé en 1888, le Kerry GAA évolue au Fitzgerald Stadium (39 120 places) situé à Killarney ou à l'Austin Stack Park situé à Tralee.
Le Kerry GAA occupe la seconde place du classement non officiel des sélections du All-Ireland Senior Football Championship fin septembre 2015.

## Histoire
Kerry GAA est l'équipe la plus titrée en football gaélique avec 39 succès en All-Ireland Senior Football Championship. Kerry détient également le record du nombre de finales disputées : 63. Kerry a aussi remporté le plus grand nombre de championnats de football senior du Munster, avec 86 titres.
La formation des années 1970 et 1980 est considérée comme la meilleure de tous les temps. Durant ces deux décennies, Kerry disputa 12 finales pour 9 succès. Après cette période faste, un déclin s'amorça. Kerry ne participe à aucune finale entre 1987 et 1996. De retour sur le devant de scène dans les années 2000, Kerry redevient le comté dominant en remportant le titre en 2000, 2004, 2006, 2007, 2009.

## Comité directeur du Kerry GAA
- Président : Patrick O'Sullivan (Dr.Crokes)
- Vice-président :  Liam Ó Loingsigh (Austin Stacks)
- Secrétaire : Peter Twiss (Milltown/Castlemaine)

### Effectif de Championnat d'Irlande de football gaélique 2025
- Manager (Bainisteóir) : Jack O'Connor
- Sélectionneurs (Roghnóirís) :  James Costello, Aodán Mac Gearailt, Cian O'Neill

| N° | Nom                | Poste                   | Club               |
| -- | ------------------ | ----------------------- | ------------------ |
| 1  | Shane Ryan         | Gardien de but          | Rathmore           |
| 2  | Paul Murphy        | Arrière droit           | Rathmore           |
| 3  | Jason Foley        | Arrière central         | Ballydonoghue      |
| 4  | Dylan Casey        | Arrière gauche          | Austin Stacks      |
| 5  | Brian Ó Beaglaoich | Demi-défensif droit     | An Ghaeltacht      |
| 6  | Mike Breen         | Arrière central         | Beaufort           |
| 7  | Gavin White (c)    | Demi-défensif gauche    | Dr Crokes          |
| 8  | Seán O'Brien       | Milieu de terrain       | Beaufort           |
| 9  | Mark O’Shea        | Milieu de terrain       | Dr Crokes          |
| 10 | Joe O'Connor       | Milieu de terrain droit | Austin Stacks      |
| 10 | Micheál Burns      | Milieu offensif droit   | Dr Crokes          |
| 11 | Seán O'Shea        | Avant-centre            | Kenmare Shamrocks  |
| 12 | Graham O'Sullivan  | Milieu offensif gauche  | Dromid Pearses     |
| 13 | David Clifford     | Avant droit             | Fossa              |
| 14 | Paudie Clifford    | Avant-centre            | Fossa              |
| 15 | Dylan Geaney       | Avant gauche            | Dingle             |
| 16 | Shane Murphy       | Remplaçant              | Dr Crokes          |
| 17 | Killian Spillane   | Remplaçant              | Templenoe          |
| 18 | Evan Looney        | Remplaçant              | Dr Crokes          |
| 19 | Tom Leo O'Sullivan | Remplaçant              | Dingle             |
| 20 | Tadhg Morley       | Remplaçant              | Templenoe          |
| 21 | Paul Geaney        | Remplaçant              | Dingle             |
| 22 | Micheál Burns      | Remplaçant              | Dr Crokes          |
| 23 | Tony Brosnan       | Remplaçant              | Dr Crokes          |
| 24 | Armin Heinrich     | Remplaçant              | Austin Stacks      |
| 25 | Tomás Kennedy      | Remplaçant              | Kerins O'Rahilly's |
| 26 | Diarmuid O’Connor  | Remplaçant              | Na Gaeil           |

## Palmarès de football gaélique
- All-Ireland Senior Football Championships: 39
  - 1903, 1904, 1909, 1913, 1914, 1924, 1926, 1929, 1930, 1931, 1932, 1937, 1939, 1940, 1941, 1946, 1953, 1955, 1959, 1962, 1969, 1970, 1975, 1978, 1979, 1980, 1981, 1984, 1985, 1986, 1997, 2000, 2004, 2006, 2007, 2009, 2014, 2022, 2025[3]

- Ligue nationale: 24
  - 1928, 1929, 1931, 1932, 1959, 1961, 1963, 1969, 1971, 1972, 1973, 1974, 1977, 1982, 1984, 1997, 2004, 2006, 2009, 2017, 2020, 2021 (shared), 2022, 2025

- Munster Senior Football Championships: 86
  - 1892, 1903, 1904, 1905, 1908, 1909, 1910, 1912, 1913, 1914, 1915, 1919, 1923, 1924, 1925, 1926, 1927, 1929, 1930, 1931, 1932, 1933, 1934, 1936, 1937, 1938, 1940, 1941, 1942, 1944, 1946, 1947, 1948, 1950, 1951, 1953, 1954, 1955, 1958, 1959, 1960, 1961, 1962, 1963, 1964, 1965, 1968, 1969, 1970, 1972, 1975, 1976, 1977, 1978, 1979, 1980, 1981, 1982, 1984, 1985, 1986, 1991, 1996, 1997, 1998, 2000, 2001, 2003, 2004, 2005, 2007, 2010, 2011, 2013, 2014, 2015, 2016, 2017, 2018, 2019, 2021, 2022, 2023, 2024, 2025

- Railway Cup Football: 2
  - 1927 , 1931

## Palmarès de hurling
- All-Ireland Senior Hurling Championships: 1
  - 1891
- National Hurling Leagues: aucun
- Munster Senior Hurling Championships: 1
  - 1891